# سولتستال
سولتستال (به آلمانی: Sülzetal) یک شهر در آلمان است که در Börde واقع شده‌است. سولتستال ۹٬۸۱۴ نفر جمعیت دارد.